# 인터넷 익스플로러 5
마이크로소프트 인터넷 익스플로러 5(Microsoft Internet Explorer 5, IE5)는 마이크로소프트에서 만든 그래픽컬 웹 브라우저로, 1999년 3월에 출시되었다. 윈도우 외에도 애플 매킨토시, 솔라리스, HP-UX에도 출시되었다.
인터넷 익스플로러 5는 윈도우 3.1, 윈도우 NT 3.1, 윈도우 NT 3.5, 윈도우 NT 3.51, 윈도우 95를 지원하는 마지막 버전이다. 버전 5.0은 윈도우 98 SE와 윈도우 2000에 포함되었으며, 버전 5.5는 윈도우 미에 포함되었다. 매킨토시용은 2000년에 출시되었고, 맥 OS X에 포함되어 있었다.
버전 5는 1999년부터 2001년까지 2년새 넷스케이프의 점유율을 가볍게 압도했다. 그리고 이 버전은 새로운 기능들을 더 많이 추가했으며, 굉장히 많은 운영 체제를 지원한다. 하지만 다른 운영 체제에 대한 지원은 점점 줄어졌고, 결국 버전 6에서는 윈도우 98 SE 이후의 윈도우만 지원하게 되었다.
인터넷 익스플로러 5의 점유율은 2000년에 50%를 넘어갔다. 또한 2001년 8월(IE6 출시 시기)에는 점유율이 80%에 달했다. 하지만 2003년 8월에는 점유율이 34%로 급감했고, 2005년에는 0.5%로 떨어지면서 자취를 감췄다.
2005년 12월 31일부로 인터넷 익스플로러 5.5와 같이 지원이 종료되었다.

## 역사

인터넷 익스플로러의 점유율 그래프

인터넷 익스플로러는 1998년 6월에 개발자 프리뷰 버전이 완성되었고,(5.0b1), 1998년 11월에 공개 프리뷰 버전이 출시되었다. (5.0b2).
1999년 3월 18일에 정식 버전인 5.0이 출시되었고, 윈도우 98 SE에 포함되었다. 그 후에 버전 5.01이라는 버그 수정 버전이 1999년 12월에 출시 후 윈도우 2000에 포함되었다.또한 인터넷 익스플로러 5 매킨토시 에디션이 2000년 3월 27일에 출시되었다. 이 버전은 윈도우 계열이 아닌 운영체제를 지원하는 마지막 인터넷 익스플로러 버전이었다. 버전 5.0은 윈도우 3.1x 혹은 윈도우 NT 3.x대를 지원하는 마지막 인터넷 익스플로러 버전이다.
버전 5.5는 2000년 7월에 출시된 후 윈도우 Me에 포함되었다. 128비트 암호화 기능이 추가되었다.
마이크로소프트는 인터넷 익스플로러 5.0와 인터넷 익스플로러 5.5의 지원(핫픽스 포함)을 2005년 12월 31일에 종료했다. 그렇게 되면서 윈도우 98, 윈도우 98 SE, 윈도우 ME, 윈도우 NT 4.0, 윈도우 2000에서 계속해서 브라우저 지원을 받으려면 인터넷 익스플로러 6로 업그레이드 해야만 했었다.

### 개요
1999년 3월 18일에 출시된 버전 5.0은 윈도우 98 SE에 포함되어 있었고, 오피스 2000에 번들로 제공되었다. 이 버전은 XML, XSLT, CSS 등을 지원하기 시작했다.
이 버전의 출시와 함께 마이크로소프트는 XMLHTTPRequest의 첫 버전을 출시하고. Ajax 프로그래밍 언어도 이때부터 사용되었다. 또한 다이나믹 HTML, 패비콘 지원, 윈도우 스크립트 호스트 등의 기능도 추가되었다.
2000년 7월에 출시된 버전 5.5는 인쇄 미리보기 지원. CSS 및 HTML 표준 지원, 개발자 API 등의 기능이 추가되었다. 이 버전은 윈도우 Me에 번들되었고. 이 버전은 128비트 암호화도 지원한다.

## 주요 기능
버전 5는 다음의 주요 기능을 업그레이드 했다.
- 웹 페이지 완성
- 웹 저장소(MHTML)
- 언어 인코딩
- 열어본 페이지 목록(검색 및 정렬 옵션)
- 검색 바
- 즐겨찾기(오프라인에서도 사용 가능)
- 자동 완성 기능
- 윈도우 라디오 바 툴바
- 기본 HTML 에디터로 설정 가능
- 인터넷 익스플로러 복원 도구
- 윈도우 탐색기로 FTP 폴더 탐색 가능
- 핫메일 통합
- 인터넷 익스플로러 5 리소스 킷
- 인터넷 익스플로러 4 모드로 웹 페이지를 볼 수 있는 호환성 모드.(인터넷 익스플로러 5.5까지 지원. 후에 인터넷 익스플로러 8에서도 인터넷 익스플로러 7 호환 모드 기능 추가.)

### 번들 소프트웨어
- 윈도우 미디어 플레이어 6.1
- 넷미팅 2.11
- 채트 2.5
- 프론트페이지 익스프레스 2.0

#### 옵션 설치 프로그램
- 오프라인 브라우징 팩
- 인터넷 익스플로러 코어 웹 폰트
- VBScript 지원

## 시스템 요구사항

### 인터넷 익스플로러 5.0(32비트용)
- 최소사양: 486DX/66MHz 이상. 12MB의 메모리. 56MB의 디스크 공간.
- 운영체제: 윈도우 95/98/2000/NT4(98 SE 버전은 5.01 이상의 버전만 설치 가능. 2000 버전은 5.5 버전만 설치 가능.NT4는 서비스팩 3 이상에서 설치 가능.)
- 다운로드 사이즈: 37MB
- 프로그램 다운로드 및 설치용 380KB의 설치 프로그램.

### 인터넷 익스플로러 5.0(16비트용)
- 최소 사양: 486DX 이상. 윈도우 3.1혹은 NT 3.x. 브라우저만 설치시 12MB의 메모리. Java VM 사용시 16MB 이상의 메모리. 30MB의 디스크 공간.
- 다운로드 사이즈: 9.4MB

### 애플 매킨토시[5]
- PowerPC 프로세서
- Mac OS 버전 7.6.1 이상
- 8 MB 메모리와 가상 메모리
- 12 MB 하드 디스크 공간
- 퀵타임 3.0 이상
- 오픈 트랜스포트 1.2 이상

## 버전

### 개요
| 메이저 버전 | 마이너 버전 | 출시 날짜   | 주요 변경사항 | 인터넷 익스플로러 5를 기본 탑재한 운영체제 |
| ----------- | ----------- | ----------- | --- | ------------------------------------------ |
| 버전 5      | 5.0 베타 1  | 1998년 6월  | CSS2 기능 지원 추가.                                                                                                  |                                            |
| 버전 5      | 5.0 베타 2  | 1998년 11월 | XML/XSL 및 기타 CSS 기능 지원 추가.                                                                                   |                                            |
| 버전 5      | 5.0         | 1999년 3월  | 정식 버전으로, 윈도우 3.1x, 윈도우 NT 3.1, 윈도우 NT 3.5, 윈도우 NT 3.51을 지원하는 마지막 버전이다.                  | 윈도우 98 SE                               |
| 버전 5      | 5.01        | 1999년 11월 | 버그 수정. | 윈도우 2000.                               |
| 버전 5      | 5.5 베타 1  | 1999년 12월 | CSS 기능 지원 추가.                                                                                                   |                                            |
| 버전 5      | 5.5         | 2000년 7월  | 정식 버전이자 5.0의 업그레이드판으로, 윈도우 95를 지원하는 마지막 버전이다.                                           | 윈도우 Me                                  |
| 버전 5      | 5.6         | 2000년 8월  | 윈도우 휘슬러(XP의 코드명)에 맞게 제작된 버전으로, 9x에서는 인터넷 익스플로러 6의 내부 버전이 이렇게 표시되어 있었다. | 윈도우 휘슬러 빌드 2257~                   |

맥 오에스:
- 5.0 - 2000년 3월 27일
- 5.1 - 2001년 12월 18일
- 5.1.4 - 2002년 4월 16일
- 5.1.5 - 2002년 7월 5일
- 5.1.6 - 2002년 9월 25일
- 5.1.7 - 2003년 7월 11일에 출시, 당시 이 버전을 지원한 클래식 맥 OS의 최신 버전은 9.2.2로, 2001년 12월 5일에 판올림된 버전이다.

맥 오에스 텐:
- 버전 5 - 맥 오에스 텐 개발자 프리뷰 4에 포함된 버전. 2000년 5월 15일 출시.
- 버전 5.1.1 - 2001년 5월 23일
- 버전 5.1.2 - 2001년 9월 25일에 맥 오에스 텐 10.1과 함께 출시.
- 버전 5.1.3 - 2001년 10월 23일
- 버전 5.2 - 2002년 6월 17일
- 버전 5.2.1 - 2002년 7월 5일
- 버전 5.2.2 - 2002년 9월 25일
- 버전 5.2.3 - 2003년 6월 16일에 출시, 당시 이 버전을 지원한 맥 OS X의 최신 버전은 10.2.8로, 2003년 10월 3일에 판올림된 버전이다.

### 빌드
- 5.00.0518.5 인터넷 익스플로러 5 개발자 프리뷰(베타 1)
- 5.00.0910.1308 인터넷 익스플로러 5 베타 (베타 2)
- 5.00.2014.213 인터넷 익스플로러 5
- 5.00.2314.1000 인터넷 익스플로러 5 (오피스 2000)
- 5.00.2516.1900 인터넷 익스플로러 5.01 (윈도우 2000 베타 3, 빌드 2031)
- 5.00.2614.3500 인터넷 익스플로러 5 (윈도우 98 SE)
- 5.00.2919.800 인터넷 익스플로러 5.01 (윈도우 2000 RC1, 빌드 2072)
- 5.00.2919.3800 인터넷 익스플로러 5.01 (윈도우 2000 RC2, 빌드 2128)
- 5.00.2919.6307 인터넷 익스플로러 5.01 (오피스 2000 SR-1)
- 5.00.2920.0000 인터넷 익스플로러 5.01 (윈도우 2000 정식 버전)
- 5.00.3103.1000 인터넷 익스플로러 5.01 서비스팩 1 (윈도우 2000 서비스팩 1)
- 5.00.3105.0106 인터넷 익스플로러 5.01 서비스팩 1 (윈도우 95/98 과 윈도우 NT 4.0)
- 5.00.3314.2100 인터넷 익스플로러 5.01 서비스팩 2 (윈도우 95/98 과 윈도우 NT 4.0)
- 5.00.3315.2879 인터넷 익스플로러 5.01 서비스팩 2 (윈도우 2000 서비스팩 2)
- 5.00.3502.5400 인터넷 익스플로러 5.01 서비스팩 3 (윈도우 2000 서비스팩 3)
- 5.00.3700.1000 인터넷 익스플로러 5.01 서비스팩 4 (윈도우 2000 서비스팩 4)
- 5.50.3825.1300 인터넷 익스플로러 5.5 개발자 프리뷰(베타)
- 5.50.4030.2400 인터넷 익스플로러 5.5 & 인터넷 도구 베타
- 5.50.4134.0100 윈도우 Me 용 인터넷 익스플로러 5.5
- 5.50.4134.0600 인터넷 익스플로러 5.5
- 5.50.4308.2900 인터넷 익스플로러 5.5 추가 보안 정책 에디션 베타
- 5.50.4522.1800 인터넷 익스플로러 5.5 서비스팩 1
- 5.50.4807.2300 인터넷 익스플로러 5.5 서비스팩 2

## 같이 보기
- 인터넷의 역사